# Schloss Wienhausen
Das Schloss Wienhausen ist ein abgegangenes, frühneuzeitliches Jagdschloss des Herzogtums Braunschweig-Lüneburg in Wienhausen im niedersächsischen Landkreis Celle.

## Geschichte
Ein Schloss der Herzöge von Braunschweig-Lüneburg ist in Wienhausen erstmals 1532 belegt, als hier Herzog Heinrich I. der Mittlere verstarb. Es wird angenommen, dass die herzogliche Niederlassung ein deutlich höheres Alter aufwies und möglicherweise als Wasserburg bis auf die Zeit der Gründung des Klosters Wienhausen in der ersten Hälfte des 13. Jahrhunderts zurückgeht. Das Schloss diente als Jagdsitz für kurzzeitige Aufenthalte der herzoglichen Familie. Laut späterer Überlieferung ist 1611 ein Neubau errichtet worden. 1669/70 lassen sich anhand von Rechnungen Bauarbeiten nachweisen. Herzog Georg Wilhelm, der letzte in Celle residierende Herzog von Lüneburg, war 1705 der zweite regierende Fürst des Welfenhauses, der auf diesem Schloss starb. Im Laufe der 1. Hälfte des 18. Jahrhunderts ist das Schloss aufgegeben worden. 1781 waren das Gebäude und der Garten noch in der Kurhannoverschen Landesaufnahme verzeichnet, kurz darauf ist es aber abgerissen worden.

## Beschreibung
Nach der Kartendarstellung in der Kurhannoverschen Landesaufnahme von 1781 stand das Schloss in einem von einem rechteckigen Wassergraben umgebenen Park von ca. 450 m Länge. Das fast quadratische Schlossgebäude befand sich ungefähr im Verlauf der heutigen Straße „Schlossgarten“. Die Zufahrt lag im Nordwesten. Zwei Zierteiche, die auf der Karte der Landesaufnahme eingezeichnet sind und heute noch existieren, können eventuell die Reste eines ursprünglich das Gebäude umgebenden Wassergrabens darstellen.